# 圣杰米尼
圣杰米尼（義大利語：San Gemini），是意大利特尔尼省的一个市镇。总面积27.58平方公里，人口4874人，人口密度176.7人/平方公里（2009年）。ISTAT代码为055029。